# Bactriola antennata
Bactriola antennata är en skalbaggsart som beskrevs av Maria Helena M. Galileo och Martins 2008. Bactriola antennata ingår i släktet Bactriola och familjen långhorningar. Inga underarter finns listade.